# Grevillea aneura
Grevillea aneura är en tvåhjärtbladig växtart som beskrevs av Mcgill.. Grevillea aneura ingår i släktet Grevillea och familjen Proteaceae. Inga underarter finns listade i Catalogue of Life.